# Min sang (Anne Linnet-album)
 For alternative betydninger, se Min sang. (Se også artikler, som begynder med Min sang)
Min sang er det syvende studiealbum af den danske sangerinde og sangskriver Anne Linnet, der blev udgivet i 1989 på pladeselskabet Pladecompagniet. Albummet opnåede en førsteplads på hitlisten, og solgte over 200.000 eksemplarer.
Min sang blev til i et samarbejde mellem Anne Linnet, og præsten og forfatteren Johannes Møllehave, som har skrevet alle teksterne til albummets 10 sange. Sangene "Time, Dag og Uge", "Mild, Lattermild og Gavmild", "Levende Hænder" og "Lille Messias" blev senere genudgivet som en del af opsamlingsalbummet Nattog til Venus.

## Spor
| #   | Titel                         | Sangskriver(e) | Længde |
| --- | ----------------------------- | -------------- | ------ |
| 1.  | "Time, Dag og Uge"            |                | 4:12   |
| 2.  | "Mild, Lattermild og Gavmild" |                | 3:41   |
| 3.  | "Levende Hænder"              |                | 3:41   |
| 4.  | "Lyset"                       |                | 5:15   |
| 5.  | "Perlen"                      |                | 3:31   |
| 6.  | "Nordlys og Regnbuer"         |                | 3:48   |
| 7.  | "Lille Messias"               |                | 5:04   |
| 8.  | "Hvisker Jeg Dit Navn"        |                | 2:53   |
| 9.  | "Lige Glade, Ligeglad"        |                | 3:02   |
| 10. | "En Dråbe af Godhed"          |                | 2:30   |

## Medvirkende
- Anne Linnet
  - Vokal, keyboard, guitar, valdhorn
- Kent Richardt
  - Trommer, percussion
- Lis Sørensen
  - Vokal (på spor 2, 7, 8 og 9), støttevokal
- Sanne Salomonsen
  - Vokal (på spor 4 og 7), støttevokal
- Donna Cadogan
  - Støttevokal
- Cæcilie Norby
  - Støttevokal
- Hanne Boel
  - Støttevokal
- Nina Forsberg
  - Støttevokal (på spor 5 og 6)
- Aske Jacoby
  - Guitar (på spor 1 og 5)
- Frank Stangerup (sessionsmusiker)
  - Synthesizer (på spor 8)